# Drammen Station
59°44′24″N 10°12′16″Ø / 59.74000°N 10.20444°Ø
Drammen Station (Drammen stasjon) er en af Norges største jernbanestationer. Den ligger i Drammen kommune i Buskerud fylke.
Stationen åbnede i 1866, da Randsfjordbanen blev taget i brug. I dag er den et knudepunkt for Drammenbanen, der går nordover til Oslo, Vestfoldbanen der går sydover, og Sørlandsbanen der går vestover og har forbindelse til Randsfjordbanen og videre til Bergensbanen. Strækningen til Hokksund på Sørlandsbanen var oprindeligt en del af Randsfjordbanen. Forbindelserne til de forskellige jernbanestrækninger gør stationen til et naturligt sted at skifte mellem fjerntogene på Vestfoldbanen og dem til Kristiansand, Stavanger og Bergen.
Stationsbygningen, der nu kaldes for Bygg A, blev oprindeligt opført i to etager men blev udvidet med en tredje i 1926. I 1977 blev der opført en ny kontor- og ekspeditionsbygning kaldet Bygg B. I 2011 gennemgik stationen en større ombygning og istandsættelse. I dag (2018) har stationen ventesal, opbevaringsbokse, kiosk og spisesteder.

## Oversigt over baner der mødes ved Drammen Station
| Bane            | Banestrækning                       |
| --------------- | ----------------------------------- |
| Drammenbanen    | Drammen - Oslo                      |
| Bergensbanen    | Drammen - Bergen                    |
| Sørlandsbanen   | Drammen - Kristiansand - Stavanger  |
| Vestfoldbanen   | Drammen - Eidanger                  |
| Randsfjordbanen | Drammen - Jevnaker                  |
| Flytoget        | Drammen - Oslo Lufthavn, Gardermoen |